# Garrya elliptica
Espèce
Garrya elliptica est une plante de la famille des Garryacées originaire de Californie et de l'Oregon.